# St. Mary's, Colorado
St. Mary's är en ort i Clear Creek County, Colorado, USA.